# Kevin Inkelaar
Kevin Inkelaar (Leeuwarden, 8 juli 1997) is een Nederlands wielrenner.

## Carrière
Als junior werd Inkelaar onder meer tweede in het eindklassement van de Ronde van Valromey en twintigste in dat van Aubel-Thimister-La Gleize in 2015.
In 2016 maakte Inkelaar de overstap naar de opleidingsploeg van Lotto Soudal. In zijn tweede jaar bij die ploeg maakte hij deel uit van de selectie die de openingsploegentijdrit in de Okolo Jižních Čech won. Eerder dat jaar was hij al twaalfde geworden in het eindklassement van de Ronde van de Aostavallei.
In februari 2018 werd Inkelaar, in dienst van Polartec Kometa, negende in het jongerenklassement van de Ronde van Antalya. Later dat jaar nam hij onder meer deel aan de Klasika Primavera. Hij behaalde zijn eerste individuele UCI-zege in de Ronde van de Aostavallei.

## Overwinningen
2017
1e etappe Okolo Jižních Čech (ploegentijdrit)
2018
1e etappe Ronde van de Aostavallei
2019
2e etappe Ronde van de Aostavallei
Puntenklassement Ronde van de Aostavallei

## Resultaten in voornaamste wedstrijden
| Jaar | Ronde van Italië | Ronde van Frankrijk | Ronde van Spanje |
| ---- | ---------------- | ------------------- | ---------------- |
| 2020 |                  |                     | 138e             |
| 2021 |                  |                     |                  |

| Jaar | Luik-Bast.‑Luik | Waalse Pijl | Clásica San Sebastián |
| ---- | --------------- | ----------- | --------------------- |
| 2020 | 90e             | 95e         |                       |
| 2021 |                 |             | opgave                |

## Ploegen
- 2018 –  Polartec Kometa
- 2019 –  Groupama-FDJ Continental Team
- 2020 –  Bahrain McLaren
- 2021 –  Bahrain-Victorious
- 2022 –  Leopard Pro Cycling
- 2023 –  TDT-Unibet
- 2024 –  TDT-Unibet
- 2025 –  Unibet Tietema Rockets

Ballesteros · Camacho · Cantón · Gamper · Gazzoli · Habtom · Inkelaar · Moschetti · Peña · Ries · Sevilla
Arashiro · Battaglin · Bauhaus · Bilbao · Bole · Buitrago · Capecchi · Caruso · Cavendish · Colbrelli · Davies · Feng · García Cortina · Haller · Haussler · Inkelaar · Landa · Mohorič · Novak · Padoen · Pernsteiner · Pibernik · Poels · Sieberg · Teuns · Tratnik · Valls · Williams · Wright
Arashiro · Bauhaus · Bilbao · Buitrago · Capecchi · Caruso · Colbrelli  · Davies · Feng · Jack · Haller · Haussler · Inkelaar · Landa · Madan · Mäder · Milan· Mohorič · Novak · Padoen · Pernsteiner · Poels · Sieberg · Teuns · Tratnik · Valls · Williams · Wright
Tietema · Bloem · Budding · de Vries · Inkelaar · Toussaint · Bomboi · Bouts · Loockx (vanaf 1/10) · Stockman · Vandevelde · Kopecký · Tanfield
Bloem · Bomboi · Bouts · Budding · Christophersen · de Vries · Geleijn · Huens · Huyet · Inkelaar · Johannink · Kopecký · Kyffin · Loockx · Maire · Nielsen · Paige · Pedersen · Stockman · Stokbro · Ťoupalík
Bloem · Bomboi · Budding · Carboni · Christophersen · de Vries · Eiking · Geleijn · Huens · Huyet · Inkelaar · Johannink · Kopecký · Kubiš · Kyffin · Loockx · Maire · Meris · Mouris · Nielsen · Paige · Stockman · Stokbro · Ťoupalík · Verschuren